# Synu, synu, cóżeś ty uczynił?
Synu, synu, cóżeś ty uczynił? (tytuł oryg. My Son, My Son, What Have Ye Done?) − amerykańsko-niemiecki film fabularny z 2009 roku, napisany i wyreżyserowany przez Wernera Herzoga oraz wyprodukowany wykonawczo przez Davida Lyncha.

## Opis fabuły
Młody aktor Brad McCullam morduje swoją matkę przy użyciu szabli. Jego dom zostaje otoczony przez oddziały policji. Detektyw Hank Havenhurst próbuje poznać motywy zbrodni. W tym celu przesłuchuje partnerkę Brada, Ingrid. Dowiaduje się, że od czasu wizyty w Peru mężczyzna zaczął przejawiać objawy szaleństwa.

## Obsada
- Michael Shannon − Brad McCullam
- Willem Dafoe − detektyw Hank Havenhurst
- Chloë Sevigny − Ingrid
- Udo Kier − Lee Meyers
- Grace Zabriskie − pani McCullam
- Brad Dourif − wuj Ted
- Loretta Devine − panna Roberts
- Irma P. Hall − pani Roberts
- Michael Peña − detektyw Vargas
- Dave Batista − oficer policyjny

## Nagrody i wyróżnienia
- 2009, Międzynarodowy Festiwal Filmowy w Wenecji
  - nominacja do nagrody Złotego Lwa (wyróżniony: Werner Herzog)[1]
- 2010, Casting Society of America, USA:
  - nominacja do nagrody Artios w kategorii wybitne osiągnięcie w dziedzinie castingu filmowego − niskobudżetowy film fabularny (dramat/komedia) (Johanna Ray, Jenny Jue)[1]